# Oberes Starzeltal und Zollerberg
Das Gebiet Oberes Starzeltal und Zollerberg ist ein vom Landratsamt Hechingen am 19. Dezember 1972 durch Verordnung ausgewiesenes Landschaftsschutzgebiet auf dem Gebiet der Städte Hechingen und Burladingen und den Gemeinden Bisingen und Jungingen im Zollernalbkreis.

## Lage
Das Landschaftsschutzgebiet Oberes Starzeltal und Zollerberg umfasst nahezu die gesamten Gemeindefläche von Jungingen, den Westen des Burladinger Stadtgebiets (Gemarkungen Killer, Starzeln, Hausen im Killertal, sowie Teile von Ringingen, Salmendingen und Burladingen), den Osten des Hechinger Stadtgebiets (Gemarkungen Schlatt, Boll, Stetten und ein kleinerer Teil von Hechingen) und die Flächen um den Zollerberg auf dem Gebiet der Gemeinde Bisingen (Gemarkungen Wessingen und Zimmern).

## Landschaftscharakter
Das Gebiet ist zu großen Teilen bewaldet. Die Albhochfläche um Salmendingen ist landwirtschaftlich von Ackerbau und Grünlandnutzung geprägt, ebenso die Tallagen um Hechingen und Burladingen. Die Hänge wurden traditionell als Schafweiden genutzt und sind daher noch heute durch Wacholderheiden und Magerrasen geprägt, die aufgrund der Lage im Mittleren Jura von zahlreichen Quellen durchsetzt sind. Markante Erhöhungen im Gebiet sind der Kornbühl bei Salmendingen und den Zollerberg bei Zimmern. Das Gebiet wird von der Starzel durchflossen, die südlich von Hausen im Killertal entspringt.

## Geschichte
Der Zollerberg und seine Umgebung standen bereits seit 1957 durch Verordnung unter Landschaftsschutz.
Das Landschaftsschutzgebiet wurde seit seiner Ausweisung mehrfach verkleinert. Grund dafür war die Ausweisung mehrerer Naturschutzgebiete, was zu einer Verkleinerung von insgesamt 313 ha geführt hat. Zudem wurden 1999 mehrere geplante Baugebiete aus dem Landschaftsschutzgebiet herausgenommen.

## Zusammenhängende Schutzgebiete
In das Landschaftsschutzgebiet sind mehrere Naturschutzgebiete eingebettet. Das FFH-Gebiet Reichenbach und Killertal zwischen Hechingen und Burladingen liegt größtenteils im Landschaftsschutzgebiet. Auch die FFH-Gebiete Gebiete um Albstadt, Gebiete zwischen Bisingen, Haigerloch und Rosenfeld, Salmendingen/Sonnenbühl und Albvorland bei Mössingen und Reutlingen haben Anteile am Gebiet. Einige Teilbereiche des Landschaftsschutzgebietes gehören zum Vogelschutzgebiet Südwestalb und Oberes Donautal.
Das Landschaftsschutzgebiet Oberes Starzeltal und Zollerberg grenzt unmittelbar an die Landschaftsschutzgebiete Albstadt-Bitz im Süden und Albrand im Norden.